# Wellsville (Ohio)
Wellsville es una villa ubicada en el condado de Columbiana en el estado estadounidense de Ohio. En el Censo de 2010 tenía una población de 3541 habitantes y una densidad poblacional de 715,43 personas por km².

## Geografía
Wellsville se encuentra ubicada en las coordenadas 40°36′14″N 80°39′17″O / 40.60389, -80.65472. Según la Oficina del Censo de los Estados Unidos, Wellsville tiene una superficie total de 4.95 km², de la cual 4.67 km² corresponden a tierra firme y (5.7%) 0.28 km² es agua.

## Demografía
Según el censo de 2010, había 3541 personas residiendo en Wellsville. La densidad de población era de 715,43 hab./km². De los 3541 habitantes, Wellsville estaba compuesto por el 89.27% blancos, el 6.78% eran afroamericanos, el 0.08% eran amerindios, el 0.37% eran asiáticos, el 0.03% eran isleños del Pacífico, el 0.48% eran de otras razas y el 2.99% pertenecían a dos o más razas. Del total de la población el 1.16% eran hispanos o latinos de cualquier raza.